# 1913 في الأوروغواي
فيما يلي قوائم الأحداث التي وقعت خلال عام 1913 في الأوروغواي.

## رياضة
- 1 يناير – الدوري الأوروغواياني لكرة القدم 1913 الفائز .

## مواليد

### مارس
- 16 مارس – كارميلو أردن كوين
- 21 مارس – رودني أريزميندي سياسي أوروغواياني.

### يونيو
- 7 يونيو – روبرت بورتا لاعب كرة قدم أوروغواياني.

### سبتمبر
- 14 سبتمبر – سيفيرينو فاريلا لاعب كرة قدم أوروغواياني.

### نوفمبر
- 17 نوفمبر – لويس رو كابرال لاعب شطرنج أوروغواياني.

## وفيات

### أكتوبر
- 24 أكتوبر – كارلوس غريث (مواليد 1864) رسام أوروغواياني.